# Jørgen Berthelsen
Jørgen Peter Berthelsen (23. května 1895, Kodaň – 3. května 1989) byl dánský právník, státní úředník a guvernér Severního Grónska.

## Životopis
Jørgen Berthelsen vystudoval práva v roce 1919 a od té doby pracoval jako tajemník na dánském ministerstvu spravedlnosti. V letech 1924 až 1925 pracoval pro dánské ministerstvo vnitra. V letech 1928 až 1929 zastával funkci prozatímního guvernéra Severního Grónska, kde nahradil Philipa Rosendahla. Poté opět pracoval na ministerstvu spravedlnosti, tentokrát jako zmocněnec. Působil také jako tajemník grónské správy.
Byl synem inspektora A. P. Berthelsena a jeho manželky Anny Sophie Jørgensenové. Byl ženatý s Carlou Fricke.